# Římskokatolická farnost Kolinec
Římskokatolická farnost Kolinec je územním společenstvím římských katolíků v rámci sušicko-nepomuckého vikariátu českobudějovické diecéze.

## O farnosti

### Historie
Plebánie byla v Kolinci zřízena v roce 1391 při starším, původně románském kostelíku, který byl postaven již začátkem 13. století. Od roku 1644 jsou vedeny matriky. Teprve od tohoto roku existují ucelenější zprávy o duchovních správcích kolinecké farnosti. V roce 1727 byl farní kostel zásadně přestavován. Od roku 1836 začala být vedena tehdejším farářem Františkem Vrbou farní kronika. Do 20. let 20. století býval v Kolinci mimo faráře také kaplan. V roce 1950 byly nuceně uzavřeny farní matriky a jejich další vedení převzala místní státní samospráva.

### Současnost
Od 90. let 20. století přestal být do Kolince ustanovován sídelní duchovní správce. Farnost Kolinec je dnes součástí kollatury farnosti Sušice, odkud je vykonávána její duchovní správa.
| Kostel                     | Místo         | Bohoslužba             | Bohoslužba             | Poznámka     |
| -------------------------- | ------------- | ---------------------- | ---------------------- | ------------ |
| Kaple                      | Brod          | neslouží se pravidelně | neslouží se pravidelně | obecní kaple |
| Kaple sv. Anny             | Jindřichovice | neslouží se pravidelně | neslouží se pravidelně | obecní kaple |
| Kaple sv. Václava          | Jindřichovice | neslouží se pravidelně | neslouží se pravidelně | obecní kaple |
| Kostel sv. Jakuba Staršího | Kolinec       | neděle čtvrtek         | 11.15 16.00            | farní kostel |
| Kaple                      | Ujčín         | neslouží se pravidelně | neslouží se pravidelně | obecní kaple |
| Kaple                      | Vlčkovice     | neslouží se pravidelně | neslouží se pravidelně | obecní kaple |